# Oksazolon
Oksazolon – organiczny związek chemiczny, alergen używany w eksperymentach immunologicznych, szczególnie do eksperymentów nad nadwrażliwością typu opóźnionego.